# Kynos

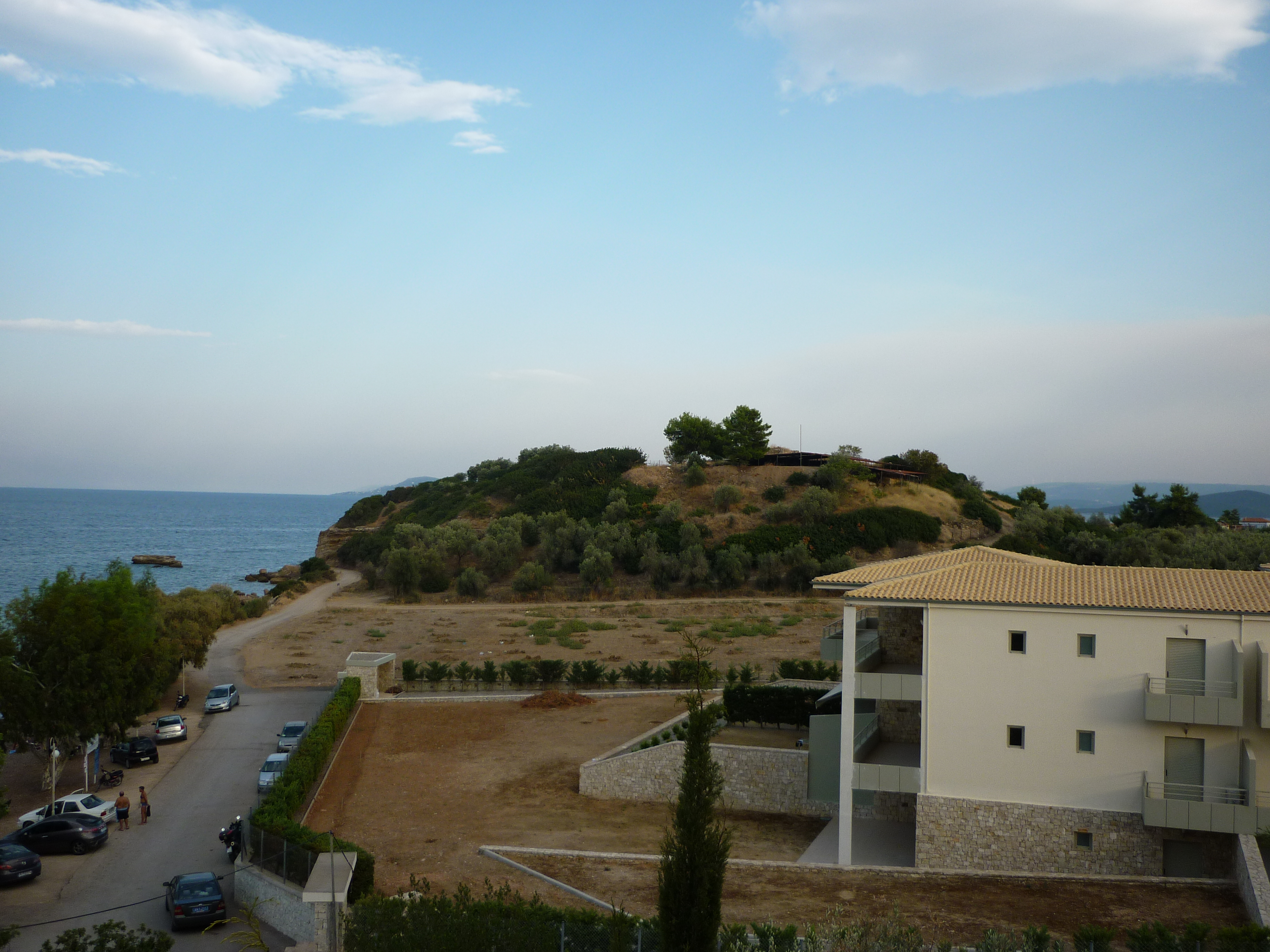
Kynos auf dem Hügel Pyrgos

Kynos oder Kynus (altgriechisch Κῦνος; lateinisch Cynus) war die wichtigste Hafenstadt der opuntischen Lokrer in Mittelgriechenland am nördlichen Golf von Euböa und war der Hafen der Stadt Opus. Sie liegt heute auf der Gemarkung der Ortschaft Livanates, die zu Lokri gehört.

## Überlieferung
Schon Deukalion soll in Kynos gewohnt haben und seine Frau Pyrrha wurde dort begraben. Auch Lokros, der Sohn des Physkios und Namensgeber der Lokrer, soll hier gelebt haben. Benannt wurde die Stadt schließlich nach Lokros’ Enkel Kynos, dem Sohn des Opus. Die Stadt Kynos nahm auch unter der Führung von Aias dem Lokrer am Kampf gegen Troja teil. Die Einwohner von Kynos gründeten die Stadt Kanai in Äolien gegenüber der Insel Lesbos. 426 v. Chr. wurde Kynos durch ein Erdbeben zerstört. Im Jahre 207 v. Chr. landete Publius Sulpicius Galba Maximus mit seiner Flotte in Kynos, nachdem sein Plan, Chalkis einzunehmen, fehlgeschlagen war.
Strabon berichtet, dass Kynos auf einer Landspitze lag und 60 Stadien (etwa 11 km) von Opus, 90 Stadien (etwa 17 km) von Daphnus und 50 Stadien (etwa 9 km) vom Berg Knemis entfernt war. Die Entfernung nach Aidipsos, das gegenüber auf Euböa lag, soll 160 Stadien (etwa 30 km) betragen haben.

## Erforschung
Der englische Archäologe William Martin Leake identifizierte Anfang des 19. Jahrhunderts den Hügel Palaipyrgos mit hellenistischen Ruinen bei Livanates als die Überreste von Kynos. Von 1985 bis 1995 führte die 14. Ephorie für Prähistorische und Klassische Altertümer unter Leitung der Archäologin Fanouria Dakoronia jeden Sommer für jeweils sechs Wochen systematische Grabungen durch.

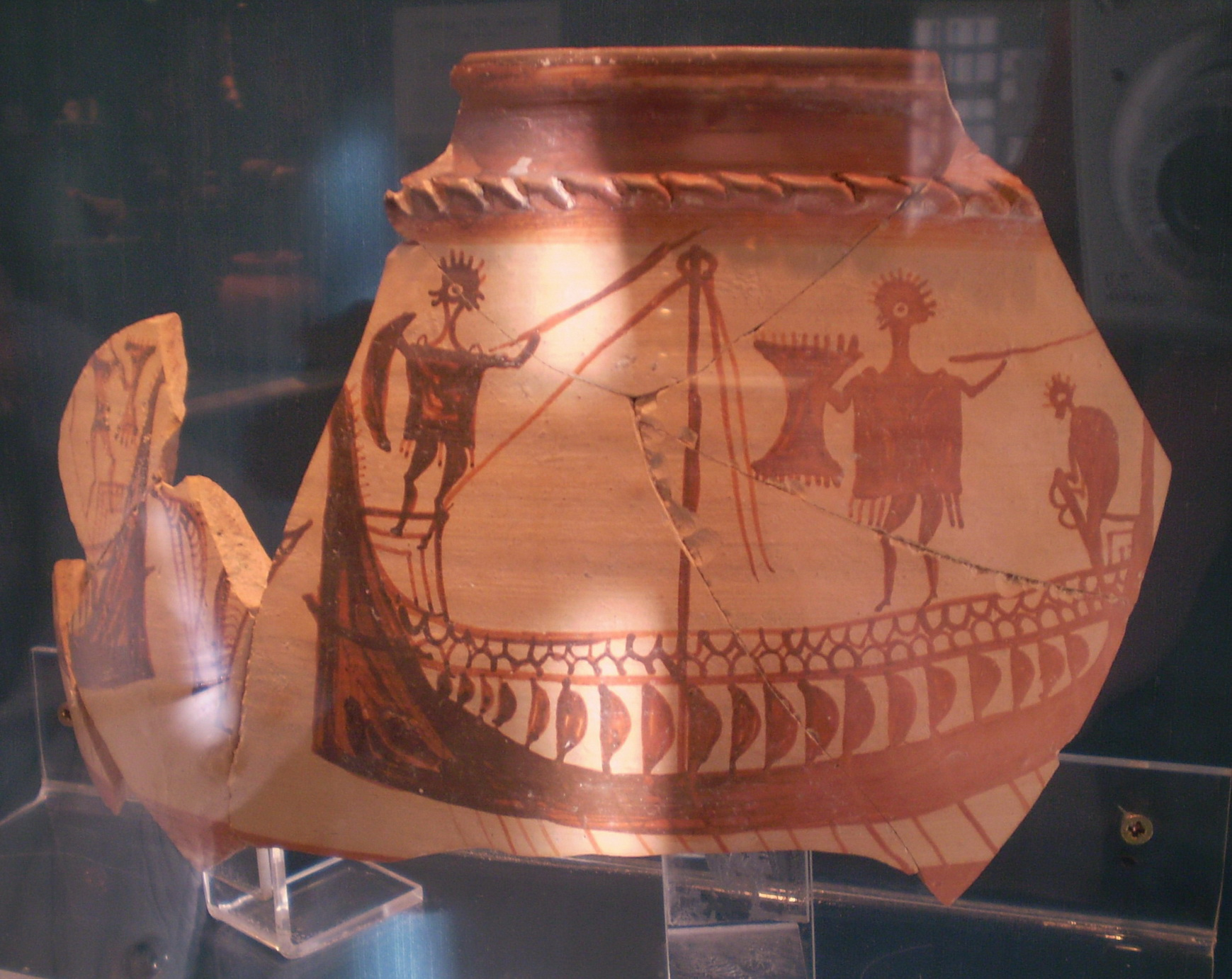
Scherben eines Kraters mit Schiffsdarstellung

## Archäologische Geschichtsrekonstruktion
Der Hügel Palaipyrgos, der auch Pyrgos, Loutra und Pati genannt wird, liegt direkt am Meer und war ununterbrochen von der Jungsteinzeit (4300–3200 v. Chr.) bis in die Frühbyzantinische Zeit (500–600 n. Chr.) bewohnt. Die meisten bisher entdeckten Gebäudereste stammen aus der Späthelladischen Zeit (SH III C, 12. Jahrh. v. Chr.)
Vom Ende der Jungsteinzeit und aus Frühhelladischer Zeit wurden Tonscherben entdeckt. Aus Mittelhelladischer Zeit stammen Steinkistengräber. Häuser aus dem Späthelladikum III C (12./11. Jahrhundert v. Chr.) hatten Mauern aus Lehmziegel, die auf einem Sockel aus Trockenmauerwerk ruhten. Die Häuser verfügten über Lagerräume und Werkstätten. Aus derselben Zeit fand man auch einen Töpferofen samt Halde mit Fehlbrand. Hier aufgefundene Schlacke deutet auch auf einen Metallverarbeitungsbetrieb hin. Die große Anzahl an Webgewichten, Spinnwirtel und Purpurschnecken lässt auch auf die Existenz von Textilbetrieben und Färbereien in Kynos schließen. Die paläobotanische Untersuchung von Pflanzenresten zeigt, dass damals Einkorn, Emmer, Linsen, Bohnen, Gerste, Platterbsen und Oliven angebaut wurden.
Während für die mykenische Zeit nur spekuliert werden kann, ob es damals schon Weinanbau gab, gilt dies für die klassische Zeit als gesichert, da es durch die antike Literatur überliefert wurde und auf den opuntischen Münzen Weintrauben dargestellt wurden. Auf den antiken Halden fand man zahlreiche Tierknochen. So waren viele Knochen von Schafen und Ziegen, Schweinen, Pferden und einer kleinen Rinderart. Es wurden auch zahlreiche Knochen von Eseln gefunden, die jedoch für den Transport verwendet wurden. Die Fülle der einzelnen Sorten zeigt, dass die Jagd nicht nur ein Sport war, sondern auch eine Quelle für Nahrung und Rohstoffe für Handwerk und Schiffbau. Deren Haut, Haare und sogar Knochen und Hörner wurden vielseitig verwendet (z. B. für Schuhe, Tuniken, Panzer, Garn, Werkzeuge, Schmuck, Bekleidungszubehör usw.). Wildschweinknochen waren weniger stark vertreten. Insgesamt lässt sich aus der große Anteil an Wildtierknochen aus der späten Bronzezeit darauf schließen, dass es viele dichte Wälder in der Umgebung von Kynos gab. Dies wird durch die Funde von Werkzeugen von Holzfällern, Schreinern und Holzschnitzern bestätigt.
Mitte des 12. Jahrhunderts v. Chr. wurde die Stadt durch ein Erdbeben zerstört. In dieser Zerstörungsschicht fand man bedeutende Scherben eines Kraters mit Schiffsdarstellung. Kynos wurde wieder aufgebaut, jedoch am Ende des 12. Jahrhunderts v. Chr. durch Brand ein zweites Mal zerstört. Da die Trümmer verstreut waren und sich auch Meeresablagerungen fanden, wird davon ausgegangen, dass ein Tsunami diese zweite Zerstörung verursachte.
Die Stadt wurde abermals aufgebaut, aber diesmal wurden nur kleine Häuser errichtet. Im Boden dieser Häuser fand man kleine Steinkistengräber für Kinder. Aus dem 10. Jahrhundert v. Chr. fand man ein Haus mit Töpferei. Die Befestigungsmauern auf dem Hügel stammen aus hellenistischer Zeit und wurden vermutlich von Demetrios I. Poliorketes errichtet. Die meisten Mauern aus dem 1. Jahrtausend v. Chr. wurden jedoch in römischer Zeit zerstört, da man vor dem Bau neuer Häuser das Gelände einebnete. Weitere Grundmauern stammen aus römischer und byzantinischer Zeit. Am Meer sind noch Überreste der einstigen Hafenanlage sichtbar.